# 팁팁뉴스
팁팁뉴스는 생활꿀팁과 실시간 이슈를 제공하는 인터넷신문 매체이다.

## 개요
2013년 4월 9일 법인 설립 등기를 마치고, 같은해 5월 2일 '팁팁뉴스'를 창간하였다. 같은 달에 한국인터넷신문방송기자협회에 가입하였고, 2015년 12월에 줌인터넷 뉴스검색 제휴를 시작으로 2016년 2월 구글뉴스 검색 제휴를 시작하였다. 2016년 5월에는 콘텐츠서비스 품질인증서를 획득하였으며, 같은 해 6월 기업부설연구소로 인정되었다.
그해 8월 품질경영시스템인증마크 IS09001을 획득하였고 10월 기술보증기금을 통해 벤처기업으로 지정되었다. 2017년 1월에는 기술혁신형 중소기업(Inno-Biz)에 선정되었으며, 같은 해 6월 NICE 평가정보 기업평가 우수기업으로 인증받았다.
팁팁뉴스는 유튜브를 필두로 네이버 TV채널과 카카오 TV채널에 제휴 입점하여 다양한 동영상 스트리밍 서비스를 제공한다. 또한, 페이스북, 네이버포스트, 카카오브런치, 카카오스토리 등 다양한 SNS를 관리함으로써 사용자들과의 소통의 장을 마련해 운영 중이며, 뉴스제휴평가위원회 심사를 통해 네이버, 다음 등 국내 포털사이트 뉴스검색 제휴를 도전할 예정이다.

## 뉴스 콘텐츠 제공
구글뉴스, 줌뉴스, 허브줌, 구글뉴스스탠드, 카카오TV, MSN Bing, 마이민트